# 007 James Bond greift ein
007 James Bond greift ein ist ein Sammelband mit fünf Kurzgeschichten von Ian Fleming um den fiktiven Geheimagenten James Bond. Das englischsprachige Original For Your Eyes Only erschien 1960, die deutsche Übersetzung folgte 1965. Elemente daraus wurden in mehreren Bond-Filmen verarbeitet. Cross Cult veröffentlichte 2013 eine ungekürzte Neuübersetzung, die die deutschen Filmtitel übernahm.
Posthum folgten mit Octopussy 1966 weitere Kurzgeschichten. Unter den Titeln Tod im Rückspiegel und Im Angesicht des Todes erschien ab 1967 auch eine Auswahl von vier Geschichten aus beiden Sammelbänden.

## Inhalt

### Tod im Rückspiegel
Originaltitel: From a View to a Kill; deutscher Titel 2013: Im Angesicht des Todes
Mai 1958, nahe Paris wird ein Meldefahrer des Geheimdienstes auf seinem Motorrad erschossen. James Bond, der sich gerade in Paris befindet, erhält den Auftrag, den Mörder zu ermitteln. Nahe dem Tatort entdeckt der 37-jährige James Bond einen versteckten russischen Erdbunker, aus dem drei Männer steigen. Bond verkleidet sich daraufhin als Meldefahrer, um ein Ziel für die Attentäter zu bieten. Er wird beinahe erschossen, kann den Attentäter dann aber töten. Der Erdbunker wird ausgehoben.

### Für Sie persönlich
Originaltitel: For Your Eyes Only; deutscher Titel 2013: In tödlicher Mission
Oktober 1958, in Jamaika wird das Ehepaar Havelock gefragt, ob es ihr Grundstück an einen Major Gonzalez verkaufen möchte. Als sie ablehnen, werden sie ermordet. Bonds Vorgesetzter M war ein Freund des Ehepaars und gibt Bond privat den Auftrag, Gonzales und den Hintermann namens Van Hammerstein auszuschalten. Der 37-jährige James Bond reist nach Kanada, um Van Hammerstein auf seinem abgelegenen Waldanwesen mit einem Scharfschützengewehr zu erschießen. Im Wald kommt ihm Judy Havelock, die Tochter des Ehepaars, zunächst in die Quere, da sie sich selber rächen will. Bond wird nervös, weil sie eine „Amateurin“ ist und seinen Auftrag gefährden könnte. Er überlässt ihr dennoch den tödlichen Schuss auf Van Hammerstein mit einer Armbrust. Bond tötet in der anschließenden Schießerei Gonzales und seine beiden Helfer und bringt anschließend sich und die leicht verletzte Judy in Sicherheit.

### Ein Minimum an Trost
Originaltitel: Quantum of Solace: deutscher Titel 2013: Ein Quantum Trost
November/Dezember 1958, auf einer Party in Nassau erzählt der Gouverneur dem 38-jährigen Geheimagenten James Bond die Geschichte von Philip Masters und seiner Frau.

### Riskante Geschäfte
Originaltitel: Risico; deutscher Titel 2013: Risiko
August 1958, Bond trifft auf Kristatos, einen Kontaktmann, der ihm von einem Columbo und dessen Schmugglertätigkeit berichtet. Dieser kann Bond jedoch gefangen nehmen und davon überzeugen, dass Kristatos hinter dem Rauschgiftschmuggel steckt und Bond gegen ihn aufzuhetzen versucht. Gemeinsam statten sie Kristatos’ Lagerhaus, in dem das Rohopium verladen wird, einen Besuch ab. Bond erschießt Kristatos, als dieser mit seinem Wagen flüchten will.

### Die Hildebrand-Rarität

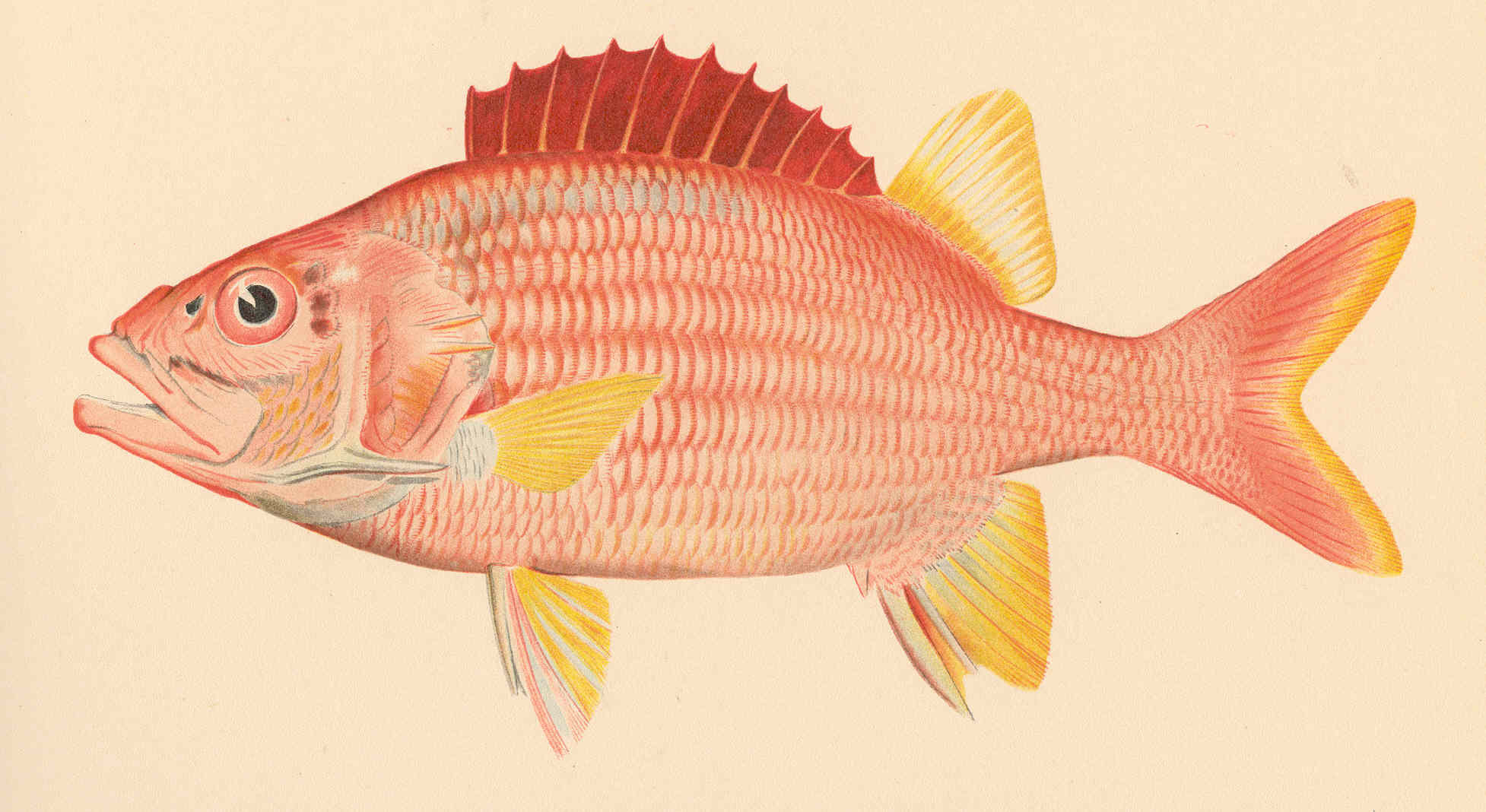
Die „Hildebrand-Rarität“ ist ein seltener Husarenfisch.

Originaltitel: The Hildebrand Rarity
April 1959, auf den Seychellen reist der 38-jährige James Bond bei einem gewissen Milton Krest auf dessen Boot mit. Dieser muss zur Legitimation seiner Stiftung einen Fisch, die Hildebrand-Rarität, auftreiben. Bond bemerkt, dass Krest seine Frau Liz nachts foltert. Nachdem sie den Fisch gefunden haben, findet Bond Milton Krest wenig später tot vor. Der Fisch steckt in seinem Mund; Krest war daran erstickt. Bond lässt die Leiche verschwinden, möchte aber gerne wissen, ob Liz oder sein Begleiter Barbey, der sich offen gegen das Einfangen und Töten dieser Rarität gestellt hatte, Milton ermordet hat. Die Geschichte lässt dies jedoch offen.

## Verfilmung
Der Film In tödlicher Mission (For Your Eyes Only) kombinierte 1981 die Handlung zweier Kurzgeschichten: Nach dem Mord an den Havelocks verbündet sich Bond mit deren auf Rache gesinnter Tochter (Für Sie persönlich). Die Spur führt zu den verfeindeten Drogenschmugglern Kristatos und Columbo (Riskante Geschäfte). Weiterhin trat Milton Krest mit seiner Yacht Wavekrest aus Die Hildebrand-Rarität 1989 in Lizenz zum Töten auf.
Im Angesicht des Todes (A View to a Kill) übernahm 1985 lediglich den Originaltitel sowie den Handlungsort Paris aus Tod im Rückspiegel. Nach vielen eigenständigen Filmtiteln stammte Quantum of Solace 2008 wieder von Fleming. Inhaltlich wurde aber kein Bezug hergestellt, der ungebräuchliche Begriff ‚Quantum‘ steht im Film für ein Verbrechersyndikat analog Blofelds ‚SPECTRE‘ und wurde deshalb auch in den deutschen Filmtitel Ein Quantum Trost übernommen. Im Film Spectre (2015) treffen sich M und James Bond in einem Londoner Safehouse mit dem Türschild Hildebrand Antiques and Rarities.